# Gonçalo Velho Cabral

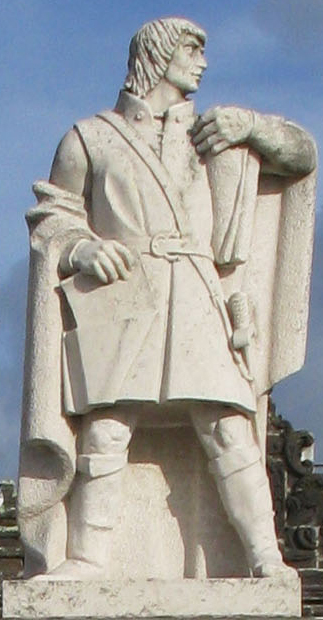
Statue des Gonçalo Velho Cabral bei Ponta Delgada auf São Miguel

Gonçalo Velho Cabral (kurz: Gonçalo Velho; * um 1400; † um 1460) war ein Entdecker aus Portugal. 

## Familie
Er wuchs als Sohn von Fernão Velho, dem Alcaide von Veleda, und Maria Álvares Cabral auf. In historischen Aufzeichnungen wird er lediglich Gonçalo Velho genannt. Velho heiratete zunächst Brites Godins und nach deren Tod 1447 Branca de Sousa Falcão, die ihn beerbte.

## Entdeckungsreisen
Im Jahre 1431 befand sich Velho in Vila de Tancos am Tejo, wo er eine Mitteilung von Heinrich dem Seefahrer mit dem Auftrag erhielt, von Sagres aus in westlicher Richtung mit einer Karavelle in See zu stechen und nach Rückkehr Meldung zu machen. Der Portugiese Diogo de Silves hatte 1427 einige Inseln im Atlantik entdeckt und Velho sollte nun ihre Lage genau bestimmen. Er entdeckte auf seiner ersten Reise die Inselgruppe der Formigas (deutsch „Ameisen“), musste aber wegen schlechtem Wetter wieder umkehren. Das Entdeckungsjahr 1431 wird durch eine Inschrift auf Martin Behaims Erdapfel bestätigt.
Velho unterrichtete zunächst auf der Seefahrerschule (portugiesisch escola náutica) in Sagres, bis er 1432 zu seiner zweiten Fahrt aufbrach. Am Morgen des 15. August 1432 rief er aus dem Krähennest „Land in Sicht!“ (portugiesisch terra à vista!), und kurz danach landeten die Portugiesen auf der Azoreninsel Santa Maria. Ihm wird auch die Entdeckung von São Miguel, der größten der Azoreninseln zugeschrieben, wobei der Zeitpunkt ihrer Entdeckung unklar ist. Es kursieren Daten zwischen 1426 und 1439. Allgemein gilt Velho als Entdecker der östlichen der Azoreninseln, nicht aber des ganzen Archipels, wie es noch der Chronist Gaspar Frutuoso angab.
Am 3. April 1443 wurde Velho von König Alfons V. für fünf Jahre zum Kommendator der Azoren ernannt. Velho landete am 8. Mai 1444 auf São Miguel. Hier erinnert vor dem Eingangstor zur Hauptstadt Ponta Delgada eine Statue an Velho.